# مذهب الإدراكية
يعرف مذهب الإدراكية في علم النفس بالإطار النظري لفهم العقل، والذي كسب المصداقية في الخمسينيات. وكانت هذه الحركة ردا على المذهب السلوكي، والذي قال عنه أصحاب مذهب الإدراكية بأن هذا المذهب يتجاهل تفسير الإدراك. ويستمد علم النفس المعرفي مسماه من الكلمة اللاتينية cognoscere - التي تشير إلى المعرفة والمعلومات- لذلك علم النفس المعرفي هو علم نفس معالجة المعلومات المستوحى من جزء من العادات السابقة لاستكشاف الفكر وحل المشاكل. واعترف أصحاب المذهب السلوكي بوجود التفكير، ولكنهم يعرفونه بالسلوك. وناقش أصحاب مذهب الإدراكية بأن الطريقة التي يفكر بها الأشخاص تؤثر على سلوكياتهم وبالتالي لا يمكن أن يكون السلوك هو السبب بحد ذاته. وناقش أصحاب مذهب الإدراكية في وقت لاحق بأن التفكير جدا ضروري لدى علم النفس، حيث ينبغي أن يكون لدراسة التفكير مجال خاص بها.

## النهج النظري
لمذهب الإدراكية مقوّمان أساسيان وهما: المقوّم المنهجي والآخر هو المقوّم النظري. ومنهجياً يتخذ مذهب الإدراكية النهج الوضعِيّ، ويعتقد بأن علم النفس يمكن (من حيث المبدأ) أن يكون مفسّر بشكل كافي باستخدام التجارب، المقاييس، والأساليب العلمية. وهذا أيضا هو هدف الاختزالية إلى حد كبير، مع الاعتقاد بأن مقومات الفرد للوظائف العقلية (' الهندسة المعرفية ') يمكن تحديدها وفهمها بالشكل الصحيح. ونظريا هو الاعتقاد بأن الإدراك يتكون من الحالة العقلية المميزة والداخلية (التصورات أو الإشارات) حيث يمكن وصف التلاعب به من ناحية القواعد أو الخوارزميات (نظام العد العشري).
أصبح مذهب الإدراكية القوة المهيمنة في علم النفس في أواخر القرن العشرين، حيث حل مذهب الإدراكية محل المذهب السلوكي باعتباره النموذج الأكثر رواجاً لفهم الوظائف العقلية. وعلم النفس المعرفي ليس دحض بالكامل للمذهب السلوكي، وإنما بمثابة الامتداد له الذي يقبل بوجود الحالات العقلية. وكان هذا بسبب ازدياد الانتقادات نحو نماذج التعليم المبسط في نهاية الخمسينات. وكان أحد أبرز الانتقادات هو جدال تشومسكي بأن اللغة لا يمكن اكتسابها تماما من خلال نظرية التعلم الشرطي، ويجب على الأقل تفسير ذلك جزئيا بوجود الحالات العقلية الداخلية.
والقضايا الرئيسة التي تثير اهتمام علماء النفس المعرفي هي الآليات الداخلية للفكر الإنساني وعمليات المعرفة. ولقد حاول علماء النفس المعرفي في إلقاء بعض الضوء على التركيب العقلي المزعوم والذي يلعب دوراً في العلاقات العفوية وتصرفاتنا الجسدية.

## انتقادات مذهب الإدراكية النفسي
ظهرت نظريات جديدة عديدة في التسعينات تحدت مذهب الإدراكية، والفكرة التي ُتخِيّلت كان أفضل وصف لها هو العمليات الحسابية. وبعض هذه المناهج الجديدة - غالبا ما تتأثر بفلسفة الفينومينولوجيا وفلسفة ما بعد الحداثة- تتضمن على الإدراك الموقفي، الإدراك الموزع، النظرية الديناميكية، والإدراك المجسّد. ولقد أوجد بعض المفكرين الذين يعملون في مجال الحياة الاصطناعية (على سبيل المثال: رودني بروكس) أيضا نماذج غير إدراكية للإدراك. ومن ناحية أخرى، فإن الكثير من علم النفس المعرفي في وقت مبكر، وعمل العديد من علماء النفس المعرفي النشطاء حاليا لا يتعامل مع العمليات المعرفية كالعمليات الحسابية. ولقد انتقد كلا من الفيلسوف جون سيرل وعالم الرياضيات روجر بنروز فكرة إمكانية وصف الوظائف العقلية بأنها نماذج معالجة المعلومات، وكلاهما ينتقدان بأن العمليات الحسابية لديها بعض أوجه القصور الكامنة التي لا يمكنها اكتساب أساسيات العمليات العقلية.
• يستخدم بنروز نظرية عدم الاكتمال لغودل (التي تنص على أن هناك حقائق رياضية لا يمكن أبدا إثباتها في نظام رياضي قوي بما فيه الكفاية؛ لأن أي نظام قوي بما فيه الكفاية من المسلّمات سوف يكون أيضا غير مكتمل) ومشكلة التوقف لتيرنج (التي تنص على أن هناك بعض الأشياء غير محسوبة بطبيعتها) كدليل على موقفه.
• وقد وضع سيرل حجتين: الحجة الأولى: (والمعروفة جدا من خلال تجربة الفكر في الغرفة الصينية لسيرل) هي أن علم النحو ليس علم دلالات الألفاظ، حيث أن البرنامج هو فقط علم النحو، في حين أن الفهم يتطلب علم دلالات الألفاظ، وبالتالي البرامج (مذهب الإدراكية) لا يمكن أن تفسر الفهم. وتفترض هذه الحجة مقدما المفهوم المثير للجدل للغة خاصة. والحجة الثانية - التي يفضلها سيرل الآن ولكنها ليست معروفة جدا- هي:'علم النحو ليس بعلم الفيزياء'، فلا شيء في العالم كبرنامج الكمبيوتر بحد ذاته باستثناء ما طبقه، وصفه، أو فسره المراقب، لذا إما أن يوصف كل شيء بالحاسوب ويستطيع الدماغ القيام به ببساطة، ولكن هذا لا يفسر أي عمليات عقلية محددة، أو ليس هناك شيء جوهري في الدماغ يجعل منه جهاز حاسوب (برنامج). وقد يشير المنتقصون من قدر هذه الحجة إلى أن نفس الشيء يمكن أن يقال عن أي علاقة للمفهوم بالشيء، وأن تشابه عمل الدماغ والحاسوب يمكن أن يكون نموذجا مفيدا تماما إذا كان هناك تشابه قوي بينهما. ويدعي سيرل في كلا النقطتين دحضه لمذهب الإدراكية.
والحجة الأخرى ضد مذهب الإدراكية هي المشاكل التي نتجت عن تراجع رايل عن حجته أو المغالطة القزمية. ولقد عرض أصحاب مذهب الإدراكية عددا من الحجج لدحض هذه الادعاءات.